# 自己補対アンテナ
自己補対アンテナ（じこほついアンテナ、英:Self-Complementary Antenna）は、広帯域にわたって機能する周波数特性を持つアンテナである。
1948年に東北大学在学中の虫明康人により原理が発見され、2017年にIEEEマイルストーンに認定された。

## 概要

2端子自己補対構造の説明図,1

2端子自己補対構造の説明図,2

自己補対アンテナとは、無限に広い完全導体板の2分の1で構成された任意形状のアンテナであって、その構造の穴に相当する部分の形状が、板の部分の形状と完全に同形であるようなアンテナであって、2端子の場合が最も単純な構造となる。自己補対アンテナは、使用周波数およびその形状に無関係に入力インピーダンスが一定である。添付した図面は、2端子自己補対構造の説明図であるが、無限に広がっている構造を切断して、給電点に近い部分だけを図示したものである。
更に、多端子で、基準導体板の数も複数となった複雑な高位構造の自己補対アンテナも創案されている。そのような場合には、それらの定インピーダンス値はその複雑さにより異なった値となるが、一般に、自己補対構造のアンテナは使用周波数およびその形状に無関係に定インピーダンス性を持っている。これを包括的に総称して「自己補対の原理」(または虫明の原理、Mushiake Principle) と呼ぶ。
また、自己補対アンテナの定インピーダンス値 Z を与える式は虫明の関係式(Mushiake relationship)と呼ばれている。基準導体板が1枚で、2端子の場合には、その式は次のようになる。
{\displaystyle Z={\frac {Z_{0}}{2}}\approx 188.4} [Ω]  (Mushiake relationship)
ただし、Z0 は媒質の固有インピーダンス(intrinsic impedance)である。
なお、有限寸法に切断された自己補対アンテナの諸特性の実験的研究も遂行されている。特に、切断互生自己補対アンテナは、実用上全方向性の超広帯域アンテナとなるという、注目すべき極めて有益な成果も得られている。
更に、上記の実例以外にも、超広帯域性を持つ自己補対アンテナの種々の実例が、参考文献表の７. に示されている。

## 備考
所謂「対数周期アンテナ」（商品名）は対数周期形状を採用した自己補対アンテナの変形であって、原型は典型的な自己補対形状のアンテナである。また、対数周期形状自身はアンテナに広帯域性を与えないことが、実験的に確認されている。このことは、IEEEによる「対数周期アンテナ」の定義、その他からも明らかである。
尚、IEEEは、「アンテナにおける自己補対の原理と虫明の関係式の発見、1948年」というタイトルで IEEE Milestone July 2017 の認定を行い、東北大学に献呈した。